# Animal public
animal public e.V. ist ein gemeinnütziger Tier- und Artenschutzverein mit Sitz in Düsseldorf.
Der Verein wurde 2001 gegründet und setzt sich für die Rechte und den Schutz von Wildtieren ein. Vorsitzende ist Laura Zodrow.

## Selbstverständnis, Ziele, Aufgaben
Der Verein fasst sein Selbstverständnis wie folgt zusammen: 

„Achtung vor dem Tier“ ist nicht nur unser Leitspruch, sondern auch unser Ziel. Wir wollen erreichen, dass Wildtiere nicht länger unter der Willkür des Menschen leiden müssen und in Freiheit und Würde leben können.
Inhaltliche Schwerpunkte sind ein Verbot der Hobbyjagd, die Beendigung der Haltung von Wildtieren im Zirkus und des Wildtierhandels. Darüber hinaus engagiert sich der Verein für ein Auslaufen der Zootierhaltung.

## Aktivitäten
Ein Schwerpunkt ist die kontinuierliche Lobbyarbeit. Der Verein setzt sich auf Landes-, Bundes- und EU-Ebene für eine Verbesserung des Tierschutzrechts ein. Dafür nehmen Delegierte an Anhörungen teil und entsendet Vertreter in Sachverständigengremien der Bundesregierung.
Der Verein gehört zudem zu den Gründungsmitgliedern der europäischen Tierschutznetzwerke „ENDCAP“ und „Dolphinaria Free Europe“, die auf europäischer Ebene Lobbyarbeit für den Tierschutz betreiben.
Neben der politischen Arbeit betreibt der Verein Medienarbeit. Der Verein hat bei Fernsehsendungen wie „Wallraff deckt auf“, „Status Zoo“ und „Planet Wissen“ mitgewirkt.

## Projekte
Gemeinsam mit dem Great Ape Project setzt sich der Verein dafür ein, dass großen Menschenaffen „Grundrechte“ zuerkannt werden. Eine entsprechende Bundestagspetition wurde jedoch 2015 vom Petitionsausschuss abgelehnt.
Mit Strafanzeigen geht der Verein gegen die Tötung ungewollter Zootiere vor. Im Jahr 2011 wurde der Magdeburger Zoodirektor und drei seiner Mitarbeiter nach einer Anzeige durch den Verein wegen Verstoßes gegen das Tierschutzrecht zu Geldstrafen – ausgesetzt zu Bewährung – verurteilt. Sie hatten drei nicht reinerbige Tigerbabys direkt nach der Geburt getötet.
Der Verein setzt sich dafür ein, dass das gesetzliche Verbot des Flugunfähigmachens von Vögeln in den deutschen Zoos umgesetzt wird. Dies ist gemäß Vereinsangaben bislang nicht der Fall.

## Erfolge
Es wurden nach eigenen Angaben folgende Erfolge erzielt:
- Umfassende Novellierung des Jagdrechts in Nordrhein-Westfalen
- Verschärfung der Haltungsvorgaben für Zootiere
- Bundesratsbeschlüsse gegen Wildtierbörsen und Wildtierhaltung im Zirkus
- Verbesserung des Schutzes von Wildtieren in der Europäischen Union[11]